# Джърмейн Гриър
Джърмейн Гриър (на английски: Germaine Greer.) е австралийска писателка и обществена интелектуалка, считана за един от основните гласове на радикалното феминистко движение през втората половина на 20 век.
Специализирала английски език и литература на жените, тя заема академични длъжности в Университета „Уорик“ (Ковънтри), в Колеж „Нюнам“ в Кеймбридж, Англия, и в Университета на Тълса (САЩ). От 1964 г. живее в Обединеното кралство и от 90-те г. дели времето си между Куинсланд, Австралия, и дома си в Есекс, Англия.
Идеите на Гриър създават противоречия още от момента, в който първата ѝ книга „Жената-евнух“ (1970) я прави известна. Международен бестселър и водоразделен текст във феминисткото движение, книгата предлага систематична деконструкция на идеи като женскост и женственост, твърдейки, че жените са принудени да поемат подчинени роли в обществото, за да отговарят на мъжките фантазии за това какво означава да бъдеш жена.
Оттогава нейната работа се фокусира върху литературата, феминизма и околната среда. Тя е авторка на повече от 20 книги, сред които „Пол и съдба“ (Sex and Destiny, 1984), „Промяната“ (The Change, 1991), „Жената“ (The Whole Woman, 1999) и „Жената на Шекспир“ (Shakespeare's Wife, 2007). Нейната книга от 2013 г. „Бял бук: годините на дъждовните гори“ (White Beech: The Rainforest Years) описва усилията ѝ за възстановяване на зона с дъждовни гори в долината Нуминба в Австралия. В допълнение към академичната си работа и активизъм тя е плодовита колумнистка на вестници като Сънди Таймс, Гардиън, Дейли Телеграф, Спектейтър, Индипендънт, Олди и др.
Гриър е по-скоро радикална феминистка отколкото феминистка на равенството. Целта ѝ не е равенството с мъжете, което тя вижда като асимилация и „съгласие да живееш живота на несвободните мъже“. „Освобождението на жените“, пише тя в „Жената“, „не вижда потенциала на жената по отношение на действителността на мъжа“. Вместо това тя твърди, че освобождението е свързано с утвърждаване на различието и „настояване за това като условие за самодефиниране и самоопределение". Това е борба за свободата на жените да „определят собствените си ценности, да подреждат собствените си приоритети и да решават собствената си съдба“.

## Ранни години и образование

### Мелбърн
Гриър е родена в Мелбърн в католическо семейство като най-голямата от две сестри и един брат. Баща ѝ Ерик Реджиналд („Рег“) Гриър ѝ казва, че е роден в Южна Африка, но след смъртта му тя научава, че е роден като Робърт Хамилтън Кинг в Лонстън, Тасмания. Той и майка ѝ Маргарет („Пеги“) Мей Лафранк се женят през март 1937 г., като баща ѝ става католик преди сватбата. Майка ѝ се занимава с търговия на шапки, а баща ѝ е продавач на реклами за вестници. Въпреки католическото си възпитание и открития антисемитизъм на баща си Гриър храни убеждението, че той има таен еврейски произход. Тя вярва, че баба ѝ е еврейка на име Рейчъл Вайс, но признава, че вероятно е измислила това от „силен копнеж да бъда еврейка“. Въпреки че не знае дали има някакъв еврейски произход, Гриър се чувства еврейка и започва да се приобщава към еврейската общност. Научава идиш, присъединява се към еврейската театрална група и излиза с мъже евреи.
Семейството живее в предградието на Мелбърн „Елууд“, първоначално в апартамент под наем на ул. „Докър“ близо до плажа, а след това в друг апартамент под наем на Еспланадата. През януари 1942 г. баща ѝ се присъединява към Втората австралийска императорска сила. След обучение в Кралските австралийски военновъздушни сили той работи върху шифри за британските Кралски военновъздушни сили в Египет и Малта. Гриър учи в католическото начално училище „Сейнт Колумба“ в Елууд от февруари 1943 г., когато семейството ѝ вече живее на „Ормънд Роуд“ 57 в предградието. След това тя учи в енорийското училище „Свето сърце“ в предградие Сандрингам и в училище „Свети Изкупител“ в предградие Рипонлий.
През 1952 г. печели стипендия за Колеж „Стар ъф дъ Сий“ в предградие „Гардънвейл“ – манастирско училище, ръководено от Сестрите на Въведение Богородично. В училищен доклад тя е наречена „малко луда и малко непостоянна в обучението и в личните си отговори". Същата година нейни произведения на изкуството са включени в раздела за деца под 14 години на Детската художествена изложба в Галерия „Тай“, открита от архиепископа на Мелбърн Дейниъл Маникс. Тя изоставя католическата вяра година след напускането на училище, т. к. смята аргументите на монахините за съществуването на Бог за неубедителни.
Има трудни взаимоотношения с майка си, която според нея вероятно е със синдром на Аспергер, и напуска дома си на 18-годишна възраст. През 2012 г. Гриър казва, че брат ѝ вероятно ѝ е простил, че ги е изоставила, но не е толкова сигурна за сестра си, която тя обича повече от всекиго другиго на света.

### Университет

#### Мелбърн и Сидни
От 1956 г. Гриър учи английски и френски език и литература в Университета в Мелбърн със стипендия на Учителския колеж, като през първите две години живее у дома с 8 лири на седмица. Висока 1,82 м, на 16-годишна възраст тя е поразителна личност. „Висока, чевръста и весела, тя обикаляше кампуса, съзнавайки, че за нея много се говори“, казва журналистът Питър Блейзи, неин съвременник в Мелбърн. През първата си година претърпява нервен срив в резултат на депресия и за кратко е лекувана в болница. В интервю от 1972 г. за сп. „Плейбой“ тя казва, че е била изнасилена по време на втората си година в Мелбърн, което описва подробно във в. „Гардиън“ през март 1995 г.
Точно преди да завърши в Мелбърн през 1959 г., Гриър се мести в Сидни, където се свързва със Сидни Пуш – лява интелектуална субкултура и с анархистките Сидни либертарианци. „Тези хора говореха за истината и единствената истина“, казва тя, „настоявайки, че по-голямата част от това, на което бяхме изложени през деня, е идеология – синоним на лъжи или глупости, както те я наричаха“. Те се срещат в задната стая на хотел „Роял Джордж“ на улица „Съсекс“. Един от биографите на Гриър – Кристин Уолъс пише, че Гриър „влезе в хотел„ Роял Джордж “, сред тълпа, говореща с дрезгав глас, в стая, воняща на стара бира и пълна с цигарен дим, и тръгна да следва начина на живот на Пуш – „непоносимо трудна дисциплина, която се принудих да науча". Гриър вече се смята за анархистка, без да знае защо е привлечена от това. Чрез Сидни Пуш тя се запознава с анархистката литература. В групата е близка с двама нейни видни членове – поетът Хари Хутън и Ролоф Смайлд. Тя живее със Смайлд на Хлиб Пойнт Роуд, но връзката им е краткотрайна. Според Уолъс идеологията на Пуш за „свободната любов“ включва отхвърляне на притежание и ревност, което естествено работи в полза на мъжете.
Когато връзката ѝ със Смайлд приключва, Гриър се записва в Университета в Сидни, за да изучава Байрон, където, както пише Клайв Джеймс, тя става „известна с брилянтния си мръсен език“. Един от нейните приятели там – актьорът Артър Дигам казва, че „е единствената жена, която сме срещали на този етап, която може уверено, лесно и забавно да унижава мъжете“. Тя се занимава с актьорско майсторство в Сидни и играе Майка Кураж в пиесата „Майка Кураж и нейните деца“ през август 1963 г. Същата година получава магистърска степен с отличие за магистърската си работа „Развитието на сатиричния метод на Байрон“. Тя е назначена за старши преподавател по английски език в Университета в Сидни с офис в съседство с този на известния професор по английска литература Стивън Томас Найт в университетската сграда „Карслоу“. „Тя несъмнено бе отлична преподавателка", казва той. „...и един от най-добрите преподаватели, един от малкото, които биха могли да командват лекционната зала „Уолъс“ с нейните 600 студенти. Тя имаше някакво театрално качество, което беше доста забележително, добавено към реалната ѝ стипендия."

#### Кеймбридж
Магистърската степен на Гриър ѝ печели стипендия на Британската общност, с която тя финансира по-нататъшното си обучение в Кеймбриджкия университет. Тя е насърчена да се премести от Сидни от Сам Голдбърг – декан на Факултета по английска литература в Университета в Сидни от 1963 г. През октомври 1964 г. тя отива в женския колеж „Нюнам“. Първоначално се записва за бакалавърски курс в Кеймбридж. Нейната стипендия ѝ дава възможност да го завърши за две години, но Гриър успява да се прехвърли след първия срок в докторската програма, за да изучава Шекспир под ръководството на известната изследователка на Шекспир Ан Бартън, известна тогава като Ан Рийтър. По думите на Гриър тя се е прехвърлила, защото „е осъзнала, че няма да я научат на нищо“. Авторитетната шекспирова изследователка Мюриел С. Брадбрук – първата жена професор по английски в Кеймбридж убеждава Гриър да изучава Шекспир. Брадбрук е била ръководителка на докторската степен на Бартън.

Кеймбридж е трудна среда за жените. Както отбелязва Кристин Уолъс, една студентка в Нюнам описва съпруга си, който получава покана за вечеря през 1966 г. от Крайстс Колидж, която позволява на „съпругите да влизат само за шери“. Лайса Джардин за първи път среща Гриър на официална вечеря в Нюнам. Директорът поисква мълчание за речи. „Когато настъпи мълчание, един човек продължи да говори, твърде погълнат от разговора си, за да забележи“:
На масата на абсолвентите Джърмейн обясняваше със страст, че не може да има освобождение за жените, независимо колко високообразовани са те, докато ни карат да си тъпчем гърдите в сутиени, конструирани като мини-Везувий, с два шева, бели, конзолни конуси, които не подхождат на женската анатомия. Тя енергично считаше доброволно понасяния дискомфорт на сутиена от 60-те год. за отвратителен символ на мъжкото потисничество.
Веднага след като пристига, Гриър се явява на прослушване (с Клайв Джеймс, когото познава от Сидни Пуш) за студентската актьорска компания „Футлайтс“ в нейната клубна зала в стая на ул. „Фалкън Ярд“ (днешна „Пити Къри“) над магазин „Мак Фошърис“. Те изпълняват скеч, в който той е Ноел Кауърд, а тя – Гертруд Лорънс. Присъединявайки се към трупата същия ден както Джеймс и Ръсел Дейвис, Гриър е една от първите жени, приети за пълноправен член заедно с Шийла Бур и Хилари Уолстън. Вестник „Кеймбридж нюз“ публикува новина за това през ноември 1964 г., говорейки за жените като за „три момичета“. Съобщава се, че отговорът на Гриър на приемането ѝ е бил: „Това място бъка от педали. Не, благодаря.“ Тя участва в спектакъла му от 1965 г. „Моето момиче Хърбърт“ заедно с Ерик Айдъл (президент на Футлайтс), Джон Камерън, Кристи Дейвис и Джон Грило. Критик забелязва „австралийско момиче, което има естествената способност да проектира гласа си“.
Гриър живее известно време в стая до австралийския журналист и писател Клайв Джеймс във Фриър Хаус на улица „Бенет“ срещу втория най-стар пъб в Кеймбирдж – „Игъл“. Наричайки я „Ромейн Ранд“, Джеймс описва стаята ѝ в мемоарите си от Кеймбридж May Week Was In June (1991):
| „ | Възползвайки се от несъвместимите си, но неудържими умения като домакиня, тя беше опърпала дължина батик, драпирала болтове от брокат, обляла коприна, размазала сатен, вдлъбнатина, грубост, подгъна и подряза. Имаше ориенталски килими и западни паравани, декоративни растения и случайна музика. Ефектът беше зашеметяващ. | “ |

Гриър завършва докторската си дисертация в Калабрия, Италия, където прекарва три месеца в село без течаща вода и ток. Пътуването започва като посещение с приятеля ѝ Емилио, но той слага край на връзката, така че Гриър променя плановете си. Тя става преди зазоряване, мие се на кладенеца, пие черно кафе и започва да пише. Тя получава докторска степен през май 1968 г. с дисертация, озаглавена „Етиката на любовта и брака в ранните комедии на Шекспир“. Семейството ѝ не идва за церемонията. „Цял живот съм работил за любовта, правих всичко възможно, за да угаждам на всички, продължавах, докато стигнах върха, огледах се и установих, че съм съвсем сама.“
„Жената евнух“ разчита в голяма степен на Шекспировата стипендия на Гриър, особено когато обсъжда историята на брака и ухажването. През 1986 г. Оксфорд Юнивърсити Прес публикува книгата ѝ „Шекспир“ като част от поредицата си „Минали майстори“, а през 2007 г. Блумсбъри публикува изследването ѝ за Ан Хатауей – жената на Шекспир.

### Ранна кариера и творчество

#### Преподавателска дейност, брак и телевизия
От 1968 до 1972 г. Гриър работи като асистентка в Университета на Уорик в Ковънтри, като първоначално живее в гарсониера под наем в Лемингтън Спа (Уорикшър) с две котки и 300 попови лъжички. Тя се запознава с Пол дю Фьо, завършил английски език в Кингс Колидж в Лондон, който работи като строител, пред кръчма на „Портобело Роуд“ в Лондон. След кратко ухажване двамата се женят през 1968 г. в Службата за гражданско състояние в Падингтън, използвайки пръстени от заложна къща. Дю Фьо вече е разведен и има двама сина на 14 и 16 г. от първата си съпруга. Бракът е единственият за Гриър и завършва с развод през 1973 г. Всъщност връзката продължава едва няколко седмици. Видимо изневерила на Дю Фьо седем пъти за три седмици брак, Гриър пише, че е прекарала брачната си нощ в кресло, тъй като пияният ѝ съпруг не ѝ е позволил да си легне. В крайна сметка по време на парти в близост до Ледбрук Грув в Западен Лондон, „[той] се обърна към мен и ми се присмя (пиян както обикновено): „Можех да имам всяка жена в тази стая“. „Освен мен“, казах аз и си тръгнах завинаги.“ През 1972 г. Дю Фьо позира за британското списание „Космополитън“ за първите полуголи централни страници на изданието, след което се мести в Калифорния и през 1973 г. се жени за Мая Анджелоу; те се развеждат през 1981 г. Същата година публикува мемоарите си „Да го чуем от дългокраките жени“ (Let's Hear It For the Long-legged Women).
В допълнение към преподаването Гриър се опитва да си направи име в телевизията. През 1967 г. се появява в предаванията на Би Би Си Good Old Nocker и Twice a Fortnight и има главна роля в късометражния филм Darling, Do You Love Me (1968) на Мартин Шарп (австралийски художник и съредактор на списание „Оз“) и Боб Уитакър. От 1968 до 1969 г. участва в шоуто на Гранада Телевижън „Найс Тайм“. Набор от извадки, намерени в архива на Гриър в Университета в Мелбърн, я представя като домакиня, къпеща се в мляко, доставено от млекаря Еверет.

#### Списания „Оз“ и „Сък“
Гриър започва да води колонки като „Д-р Г.“ за списание „Оз“ – собственост на австралийския писател Ричард Невил, когото среща на парти в Сидни. Списанието е закрито през 1963 г. след три месеца и редакторите получават присъда за нецензурни материали, отменена по-късно. Невил и неговият съредактор Мартин Шарп се местят в Лондон и основават списанието там. Когато Невил отново се среща с Гриър, той ѝ предлага да пише за него, което води до нейната статия в първия му брой през 1967 г. „В легло с англичаните“. Кийт Морис я снима („Д-р Г. – единствената групарка с докторска степен в плен“) за брой 19 от началото на 1969 г.; черно-белите изображения включват едно с нея, позираща за корицата на списанието заедно с Вивиан Станшол, и друго, на което се прави, че свири на китара. Броят от юли 1970 г. – OZ 29 представя „Джърмейн Гриър плете за интимни части" – статия от кореспондентката за ръкоделия на списанието за ръчното плетиво „Чорапче за затопляне на член“. С псевдонима „Роуз Блайт“ тя пише и за градинарската колонка на британското сатирично и новинарско списание „Прайвът Ай“.
През 1969 г. Гриър е съоснователка на базираното в Амстердам порнографско списание Suck: The First European Sex Paper (1969 – 1974) заедно с Бил Дейли, Джим Хейнс, Уилям Леви, Хийткот Уилямс и Джийн Шримптън, чиято посочена цел е да създаде„нова порнография, която да демистифицира мъжките и женските тела“. Говори се, че първият брой е толкова обиден, че полицейското звено „Спешъл Бранч“ напада офиса му в Лондон в Артс Лаб на Дрюри Лейн и затваря адреса на пощенската му кутия. Според Беатрис Фауст списанието публикува „силно женомразко садомазохистично съдържание“, включително илюстрация на корицата на бр. 7 с мъж, държащ „крещяща жена с крака във въздуха, докато друг я изнасилва анално“. Една от биографите на Гриър – Елизабет Клайнхенц пише, че почти нищо не е забранено за списанието, включително описания на секс с деца, кръвосмешение и секс с животни. Колонката на Гриър Sucky Fucky, където тя пише под псевдонима „Ърт Роуз“, включва съвети за жените как да се грижат за гениталиите си и как трябва да вкусват вагиналния си секрет. Тя публикува името на своя приятелка, която познава от времето си в Сидни Пуш и на която по-късно посвещава „Жената евнух“: „Всеки, който иска групов секс в Ню Йорк и харесва дебели момичета, да се свърже с Лилиан Роксън“. По време на филмовия фестивал в Амстердам през 1970 г., организиран от списанието, журито, в което влиза и Гриър, присъжда първата награда на Бодил Йоенсен за филм, в който жена прави секс с животни. Списанието препечатва интервю с Гриър (публикувано за първи път в Screw – друго порнографско списание), озаглавено „Аз съм курва“.
Успоредно с участието си в списание „Сък“ Гриър казва на Робърт Грийнфийлд от списание „Ролинг Стоун“ през януари 1971 г., че е почитателка на Редстокинс – радикална феминистка група, основана в Ню Йорк през януари 1969 г. от Елън Уилис и Шуламит Файърстоун. Критикувана от феминистките за участието си в списанието, през май 1971 г. тя казва на интервюиращия я за сп. „Скру“:
| „ | Има голям разрез между сексуалното освобождение и освобождението на жените. Сестрите ми ми се ядосват, когато казвам, че гей освобождението е част от цялото ни движение и ние трябва да ги включим. Искат да нося панталони и да не съм на разположение, и да си нося лост, за да бия хората по главата, ако пипат дупето ми на улицата. Те ми се ядосват, че наричам себе си суперкурва, супергрупарка и всякакви подобни неща. Те си мислят, че се правя на евтина и позволявам на хората да ми се смеят, докато целият проблем е, че ако тялото ми е свещено и на мое разположение, то тогава не е нужно да го обграждам с неща, сякаш е собственост, която може да бъде открадната. | “ |

Гриър се разделя със списание „Сък“ през 1972 г., когато то публикува гола снимка, на която тя лежи с крака над раменете и с лице, надничащо между бедрата. Снимката е изпратена с разбирането, че голи снимки на всички редактори ще бъдат публикувани в книга за филмов фестивал. Тя подава оставка, обвинявайки останалите редактори, че са „контрареволюционни“. Гриър казва по-късно, че нейната цел при присъединяването към редакционния съвет е била да се опита да отклони списанието от експлоататорската, садистична порнография.

#### „Жената евнух“ (1970)

##### Писане
Когато започва да пише за списанията „Оз“ и „Сък“, Гриър прекарва три дена в седмицата в апартамента си в Лимингтън Спа, докато преподава в Колежа в Уорик, два дена в Манчестър за снимки и два дена в Лондон в бяла гарсониера в сградата The Pheasantry на Кингс Роад. Когато се мести за пръв път в Лондон, тя отсяда в стаята за гости на радиоговорителя и диджей Джон Пийл, преди да бъде поканена да заема гарсониера в „Пезантри“ точно под тази на австралийския художник Мартин Шарп; настаняването там е само с покана.
Междувременно Гриър пише книгата си „Жената евнух“. На 17 март 1969 г. тя обядва в квартал „Сохо“ със свой познат от Кеймбридж – Сони Мехта от издателската къща „Макгибън и Кий“. Когато той я пита за идеи за нови книги, тя повтаря предложението на агентката си Даяна Крофорд, което първоначално е отхвърлила, да пише за женското избирателно право. Крофорд ѝ предлага да напише книга за 50-годишнината от предоставянето на избирателно право на жените във Великобритания през 1918 г. „Това е книгата, която искам", ѝ казва Мехта. Той ѝ дава авансово 750 паунда и още 250 паунда, когато тя подписва договора. В конспект от три страници за него тя пише:
| „ | Ако [американският активист] Елдридж Кливър може да напише книга за замръзналата душа на негъра като част от прогреса към правилно излагане на проблема с цветнокожите, в крайна сметка една жена трябва да предприеме стъпки към очертаване на женското положение, тъй като тя установява, че то е оценявано според нейната чувствителност. | “ |

Обяснявайки защо е искала да напише книгата, в резюмето си тя казва:
| „ | Първо предполагам, че е за да изгладя вината си, че съм чичо Том за моя пол. Не харесвам жените. Вероятно споделям всички безгрижни и несъзнателни презрения, които мъжете сипят върху жените. | “ |

В бележка от онова време тя определя 21 април 1969 г. като „денят, в който моята книга започва“ и Джанис Джоплин пее в Албърт Хол. Вчера заглавието бе Strumpet Voluntary, a какво ще бъде днес?“ Тя казва на в. „Сидни Морнинг Хералд“ през юли 1969 г., че книгата е почти завършена и ще изследва, по думите на репортера, „мита за ултра-женствената жена, от която се хранят и двата пола и в който и двамата в крайна сметка вярват“. През февруари 1970 г. Гриър публикува статия в сп. „Оз“ – The Slag-Heap Erupts, в която говори за своите предстоящи идеи, а именно, че жените са виновни за собственото си потисничество:
| „ | Мъжете всъщност не харесват жените“, пише тя, „и затова наистина не ги наемат на работа. Жените също не харесват жените и обикновено на тях също може да се разчита да наемат мъже за предпочитание пред жени. | “ |

Няколко британски феминистки, включително Анджела Картър, Шийла Роуботам и Мишлън Вандор, ѝ отговарят гневно. Уандор пише възражение в „Оз“ със заглавие On the end of Servile Peinitude: A reply to German's cunt power и твърди, че Гриър пише за феминистко движение, в което тя не е играла никаква роля и за което не знае нищо.

##### Публикация
Представена на парти, на което присъстват редактори от сп. „Оз“, „Жената евнух“ е публикувана във Великобритания от изд „Макгибън и Кий“ на 12 октомври 1970 г. и е посветена на Лилиан Роксън и четири други жени. Първият тираж от 2500 копия е разпродаден на първия ден. С аргумента, че крайградското, консуматорско, семейно ядро репресира и обезсилва жените, книгата се превръща в международен бестселър и е преломен текст във феминисткото движение. Според Гриър изд. „Макгроу-Хил“ ѝ дава 29 000 амер. долара за американските права, а изд „Бентам“ – 135 000 за изданието с меки корици. Изд. „Бентам“ нарича Гриър „проницателната феминистка, която дори мъжете харесват“, цитирайки списание „Лайф“ и книгата №1: the ultimate word of sexual freedom. Търсенето е толкова голямо, че книгата трябва да се препечатва ежемесечно и никога не слиза от печат. До 1998 г. книгата продава над 1 милион копия само във Великобритания.
1970 година е важна за феминизма на втората вълна. През февруари 400 жени се срещат в Колеж Ръскин в Оксфорд за конференцията на Британското женско движение. През август в Ню Йорк излиза книгата на Кейт Милър „Сексуална революция“. На 26 август в САЩ се провежда Женската стачка за равенство; на 31 август портретът на Милет от Алис Нийл е на корицата на списание „Тайм“ и по онова време книгата ѝ е продадена в 15 хил. копия. През септември и октомври излиза сборникът „Сестринството е силно“ (Sisterhood Is Powerful) под редакцията на Робин Морган и „Диалектиката на пола“ на Шуламит Файърстоун. На 6 март 1971 г., облечена по монашеска роба, Гриър преминава през Централен Лондон с 2500 жени в Освободителния марш на жените. До този месец „Жената евнух“ е преведена на 8 езика и е почти разпродала втория си тираж. Изд „„Макгроу-Хил“ я издава в САЩ на 16 април 1971 г. Гриър настоява да отседне в хотел Челси в Ню Йорк – място за писатели и художници, а не в хотел Алгонкин, където издателят ѝ прави резервация; премиерата на книгата трябва да бъде обявена за друга дата, защото твърде много хора искат да присъстват. В рецензията си за книгата сп. „Ню Йорк Таймс“ описва Гриър като „висока 6 фута, неспокойно привлекателна, със синьо-сиви очи и с профила си напомняща на Гарбо“. Издателите ѝ я наричат „най-прекрасното създание, идващо от Австралия след коалата“.
Следва издание с мека корица на изд. „Паладин“ с обложка на британския художник Джон Холмс, повлиян от Рене Магрит, показващ женски торс като костюм, окачен на парапет и с дръжка на всяко бедро. Клайв Хамилтън го смята за „може би най-запомнящата се и обезпокоителна обложка на книга, създавана някога“. Оприличавайки торса на „някакъв фибростъкло, отливано на индустриална производствена линия“, Кристин Уолъс пише, че първата версия на Холмс е безлика, гола жена, без гърди, „безпогрешна Джърмейн... косата модно афрофризирана, до кръста върху куп стилизирани гърди, както се предполага – ампутирани при създаването на „женски евнух“ въз основа на предполагаемата еквивалентност на тестисите и млечните жлези“. Книгата е преиздадена през 2001 г. от изд „Фарар, Щраус и Жиро“ по подтик на Дженифър Баумгарднър – водеща феминистка на третата вълна и редакторка на издателската поредица „Феминистка класика“. Според Джустина Влодарчик Гриър се появява като „любимата за третата вълна феминистка на втората вълна“.

##### Аргументи
„Когато една жена може да върви по откритите улици на нашите градове сама, без обида или препятствия, където си пожелае, повече няма да има нужда от тази книга.“
„Жената евнух“ изследва как доминираният от мъжете свят влияе върху чувството за себе си на жената и как сексистките стереотипи подкопават женската рационалност, автономност, власт и сексуалност. Посланието ѝ е, че жените трябва да търсят в себе си личното освобождение, преди да се опитат да променят света. В поредица глави в пет раздела: „Тяло“, „Душа“, „Любов“, „Омраза“ и „Революция“ Гриър описва стереотипите, митовете и недоразуменията, които се съчетават, за да породят потисничеството. Тя обобщава позицията на книгата през 2018 г. с: „Прави каквото искаш и искай това, което правиш... Не си вдигай гъза, ако не искаш да го вдигнеш.“ Уолъс твърди, че това е либертарианско послание с предистория в Сидни Пънч, а не такова, породено от феминизма на деня. Първият параграф отделя мястото на книгата във феминистката историография (в по-ранна чернова първото изречение гласи: „Досега движението за освобождение на жените е мъничко, привилегировано и надценено“):
| „ | Тази книга е част от феминизма на втората вълна. Старите суфражетки, които излежаха затвора си и продължиха да живеят в годините на постепенно приемане на жени в професии, които те отказваха да следват, в парламентарни свободи, които те отказаха да упражняват, в академични институции, които те използваха все повече и повече за магазини, в които биха могли да си извадят степени, докато чакат да се омъжат, виждат как духът им се възражда у по-младите жени с нова и жизнена роля...Новият акцент е различен. Тогава дамите от средната класа, които искаха реформа, а сега жените от средната класа призовават за революция. | “ |

Книгата завършва с:
| „ | Привилегированите жени ще ви грабнат за ръкава и ще се опитат да ви включат в „битката“ за реформи, но реформите са ретрогардни. Трябва да бъде прекъснат старият процес, а не да бъде стартиран нов. Огорчените жени ще ви призоват към бунт, но имате твърде много работа. Какво ще направите? | “ |

Две от темите на книгата вече сочат пътя към „Пол и съдба“ 14 години по-късно, а именно, че нуклеарното семейство е лоша среда за жените и за отглеждането на деца, и че производството на женска сексуалност от западното общество е унизително и ограничаващо. Момичетата се феминизират от детството, като се учат на правила, които ги подчиняват. По-късно, когато жените възприемат стереотипната версия на възрастната женственост, те развиват чувство на срам от собствените си тела и губят своята естествена и политическа автономия. Резултатът е безсилие, изолация, намалена сексуалност и липса на радост. „Като животни“, казва тя пред „Ню Йорк Таймс“ през март 1971 г., „които са кастрирани в земеделието, за да служат на скритите мотиви на господаря си – да бъдат угоени или послушни, жените са откъснати от способността си за действие.“ Книгата ѝ твърди, че „[ж]ените има много малко представа за това колко мъжете ги мразят“, докато „[м]ъжете сами не познават дълбочината на своята омраза“. Феминизмът на първа вълна се проваля в своите революционни цели. „Реакцията не е революция", пише тя. „Това не е признак на революция, когато потиснатите възприемат маниерите на потисниците и практикуват потисничество от свое име. Нито е признак на революция, когато жените имитират мъжете...“ Американската феминистка Бети Фридан, автор на Feminine Mystique (1963), иска за жените „равенство на възможностите в рамките на статуквото, безплатен достъп до света на язвата и коронарните съдове ", твърди тя.
Въпреки че книгата на Гриър не използва автобиографичен материал за разлика от други феминистки творби по това време, Мери Евънс, пишейки през 2002 г., разглежда цялото творчество на Гриър като автобиографично, като борба за женска действеност пред лицето на безсилието на женственото (нейната майка) на фона на липсващия мъжки герой (баща ѝ). Пишейки рецензия за книгата за сп. „Масаюузетс Ревю“ през 1972 г., феминистката учена Арлин Даймънд казва, че макар и да е с недостатъци, тя е била „интуитивно и блестящо права“, но тя критикува Гриър за отношението ѝ към жените.

## Знаменитост

### Дебат с Норман Мейлър
„Тя беше нещо, което трябваше да се види: облечена в черно кожено яке и бляскава рокля без ръкави до пода, 32-годишната Гриър беше висока шест фута, ъгловата, граничеща с костелива и притежаваше дебела корона от накъдрена черна коса. Нейният стил на сцената беше по-малко изпълнение, отколкото уравновесено съблазняване."
Във Великобритания Гриър е избрана за „Жена на годината“ през 1971 г., а в САЩ на следващата година е „Журналист на годината на Плейбой“. Много търсена, тя започва да води живот на знаменитост. На 30 април 1971 г. в „Диалог за освобождението на жените“ в кметството в Ню Йорк тя дискутира с Норман Мейлър, чиято книга „Затворникът на секса“ току-що е публикувана в отговор на Кейт Милет. Гриър го представя като вечер на сексуално завоевание. Винаги е искала да спи с Мейлър, казва тя и написва в The Listener, че „наполовина очаква той да му взриви главата в„ последен убиец, дошъл „като Ърнест Хемингуей“. Бети Фридън, Сарджънт Шрайвър, Сюзън Зонтаг и Стивън Спендър седят в публиката, където билетите са по 25 долара (т.е.155 долара през 2018 г.), докато Гриър и Мейлър споделят сцената с Джил Джонстън, Даяна Трилинг и Жаклин Себалос. Няколко феминистки отказват да присъстват, включително Ти-Грейс Аткинсън, Кейт Милет, Робин Морган и Глория Стайнем. Кинорежисьорите Крис Хегедус и Д.А. Пенебейкър улавят събитието в документалния филм Town Bloody Hall (1979).
Облечена в палто с пейзли щампа, което е изрязала от шал и ушила сама, и седнала с крака на пейка в парка, Гриър се появява на корицата на списание „Лайф“ на 7 май 1971 г. под заглавието „Дръзка феминистка, която дори мъжете харесват"; вътре има още пет нейни снимки. Също през май тя е представена в списание „Вог“, снимана от Антъни Армстронг-Джоунс, 1-ви граф Сноудън, на пода в ботуши до коляното и облечена в същото палто от пейзли. (През 2016 г. палтото, сега в Националния музей на Австралия, получава своя собствена научна статия, а снимката на лорд Сноудън се намира в Националната портретна галерия в Лондон). На 18 май Гриър се обръща към Нешънъл Прес Клъб във Вашингтон и е първата жена, направила това; тя е представена като „привлекателна, интелигентна, сексуално освободена жена“. Тя също се появява в Шоуто на Дик Кавет и на 14 и 15 юни като гостенка води два епизода, обсъждащи контрола на раждаемостта, аборта и изнасилването.
По това време Гриър има връзка с Тони Гурвиш – мениджър на британската рок група Фемили, която започва, докато тя пише „Жената евнух“. Клайнхенц пише, че са живели заедно известно време, но Гриър в крайна сметка чувства, че той експлоатира нейната знаменитост и тя разкрива това си чувство все повече пред приятелите си. През юни 1971 г. тя води своя колонка на лондонския „Сънди Таймс“. По-късно същата година журналистиката ѝ я отвежда във Виетнам, където пише за „ забременели момичета “ от американски войници, и в Бангладеш, където интервюира жени, изнасилени от пакистански войници по време на Освободителната война на Бангладеш през 1971 г.

### Тоскана
През лятото на 1971 г. Гриър се мести в Кортона, Тоскана, където наема Ил Палацоне - вила близо до града, след което купува къща Пианели. Тя казва на Ричард Невил, че трябва да прекарва време далеч от Англия заради данъчните ѝ закони. Тя прекарва част от това лято в италианския морски курорт Порто Черво в Сардиния заедно с Кенет Тайнън – художествен ръководител на Кралския национален театър, като гости на импресариото Майкъл Уайт. Групата вечеря една вечер с принцеса Маргарет, лорд Сноудън и Карим Ага Хан. Гриър пристига с малко багаж и преди вечеря установява, че косата ѝ е разрошена от вятъра на ферибота. Принцеса Маргарет я слага на тоалетката си и прекарва пет минути, решейки косата ѝ. Целта на посещението на Гриър е да се обсъди поръчката на Тайнън за превод на „Лизистрата“ на Аристофан. За първи път представена през 411 г. пр.н.е., пиесата изследва опита на жените да принудят да приключи Пелопонеската война чрез секс стачка. Проектът не е продуциран; Гриър и Тайнън отпадат по време на пътуването, а Гриър напуска Порто Черво в сълзи. Нейната адаптация на пиесата намира закъсняла оценка през 1999 г., когато сценарият е преработен и продуциран от Фил Уилмот като „Лизистрата на Джърмейн Гриър: секс стачката“. Гриър описа свободата, която е почувствала в дома си в Италия, който няма  електричество, когато се премества там за първи път. Докато живее в Италия, тя интервюира Примо Леви, Лучано Павароти и нейния приятел и любовник Федерико Фелини.
В и около юли 1971 г. Гриър е интервюирана от Нат Лерман – член на редколегията на сп. „Плейбой“, който лети от САЩ до Италия за провеждане на интервюто в дома ѝ. Списанието публикува статията през януари 1972 г.: „Джърмейн Гриър – откровен разговор с авторката на дръзката авторка на „Жената евнух““. По време на това интервю тя за първи път обсъжда публично, че е била изнасилена през втората си година в университета в Мелбърн. Заета с нейните журналистически и публични обиколки, тя се оттегля от преподавателската си позиция през тази година. През март 1972 г. е арестувана в Нова Зеландия, затова че е казала мръсните думи bullshit и fuck в реч по време на турне, което тя прави умишлено, защото Тим Шадболт, избран за кмет на Инверкаргил през 1993 г., наскоро е арестуван за същото нещо. Шестстотин души се събират пред съда, хвърляйки желе бонбони срещу полицията. След като се защитава, е оправдана за bullshit, но осъдена за fuck. Вместо затвор тя предлага да плати глоба, след което напусна страната, без да я плати.
През август 1973 г. Гриър дискутира с Уилям Ф. Бъкли-младши в Кеймбриджския съюз по за петицията „Тази къща подкрепя движението за освобождение на жените". Бъкли пише през 1989 г.: „Нищо не казах и паметта ме упреква, че съм се представил мизерно, направил съм някакво впечатление или някаква вдлъбнатина в спора. Тя имаше контрол преобладаващо.“
Гриър, тогава 37-годишна, има връзка през 1976 г. с писателя Мартин Еймис, тогава 26-годишен, което е публично дискутирано през 2015 г., след като тя продава архивите си на Университета в Мелбърн. В тях Маргарет Саймънс открива писмо до Амис от 30 000 думи, което Гриър започва да пише на 1 март 1976 г., докато е в салона на Бритиш Аъруейс Монарх на летище „Хийтроу“ в Лондон, и продължава по време на лекционно турне в Съединените щати, въпреки че очевидно никога не е изпратено: „След като милите се увеличават, намирам това писмо за по-трудно и по-трудно за писане. Моят стил се колебае и цели параграфи излизат сухи като прах. Вчера оставих тази книга в такси и щях да я загубя, ако шофьорът не се беше върнал... с нея. Що се отнася до теб, скъпи мой, виждам те много рядко. Дори в сънищата ми изпращаш само слугините си. "

### Тълса
Втората книга на Гриър, „Състезанието с препятствия: съдбата на художничките и тяхното творчество“ (The Obstacle Race: The Fortunes of Women Painters and Their Work, 1979) обхваща темата до края на 19 век и спекулира за съществуването на ходожнички, чиято кариера не е записана. Същата година Гриър е назначена за директорка на Центъра за изследване на женската литература в Университета на Тълса, Оклахома. През 1982 г. тя основава Tulsa Studies in Women's Literature – академично списание, което изтъква неизвестни или малко известни писателки. В първия брой Гриър пише, че иска списанието да се фокусира върху „реабилитацията на женската литературна история“. Тя прекарва пет месеца в годината в Тълса, а останалите – във Великобритания.
Тя продължава да работи като журналистка. През 1984 г. пътува до Етиопия, за да докладва за глада през 1983 – 1985 г. за „Дейли Мейл“ и отново през април 1985 г. за „Обзървър“. За „Обзървър“ тя прави снимки с автоматична камера Олимпъс и кара 700 км до Асоса – град, към който етиопското правителство е преместило хора от гладуващите райони. „Обзървър“ не публикува двете статии от 5000 думи, които тя представя; по нейно мнение редакторите не са съгласни с нейната перспектива за правителството на Менгисту Хайле Мариам. Вместо това ги публикува „Ню Уъркър“. През септември 1985 г. тя пътува отново до Етиопия, този път, за да представи документален филм за Чанъл 4 във Великобритания.

### „Пол и съдба“ (1984)
„Пол и съдба: Политиката на човешката плодовитост“ (Sex and Destiny: The Politics of Human Fertility, 1984) продължава критиката на Гриър към нагласите на Запада към сексуалността, плодовитостта и семейството и налагането на тези нагласи върху останалия свят. Нейните цели отново включват нуклеарното семейство, правителствената намеса в сексуалното поведение и комерсиализацията на сексуалността и женските тела. Тя твърди, че западното насърчаване на контрола на раждаемостта в Третия свят е до голяма степен водено не от загриженост за човешкото благополучие, а от традиционния страх и завист на богатите към плодородието на бедните. Движението за контрол на раждаемостта е опетнено от подобни нагласи от самото си начало, пише тя, цитирайки Мари Стоупс и други. Тя предупреждава срещу осъждането на начина на живот и семейните ценности в развиващия се свят.

### Грейт Честърфорд
През 1984 г. Гриър купува „Дъ Мил“ – Джорджанска селска къща на три акра земя в Грейт Честърфорд в Есекс, където тя засажда един акър гора, което според нея я прави по-горда от всичко друго, което е правила, и се опитва да запази „като убежище за колкото се може повече други земляни“. Семейство Милс все още е домът на Гриър през част от годината, когато тя го пуска за продажба през 2018 г.; от 2016 г. прекарва четири месеца в годината в Австралия, а останалите в Обединеното кралство.
Нейната книга „Шекспир“ (нейната докторска дисертация) е публикувана през 1986 г. от изд „Оксфорд Юнивърсити Прес“ като част от поредицата Past Masters. През същата година излиза и „Бельото на Лудата: есета и случайни писания“ (The Madwoman's Underclothes: Essays and Occasional Writings) – колекция от нейни статии, написани между 1968 и 1985 г. През юни 1988 г., заедно с Харолд Пинтър, Антония Фрейзър, Иън Макюън, Маргарет Драбъл, Салман Рушди, Дейвид Хеър и други, тя става част от „Група 20 юни“. Групата подкрепя гражданските свободи в Англия, които смята, че са били ерозирани; това е малко след въвеждането на Раздел 28, който забранява на училищата да преподават хомосексуалността като нормална част от семейния живот.
През 1989 г. излиза „Татко, ние едва те познавахме“ (Daddy, We Hardly Knew You) – дневник и пътепис за баща ѝ, когото Гриър описва като отчужден, слаб и студен, което довежда до твърдението, че в писането си тя проектира връзката си с него върху всички други мъже. През същата година тя става специален лектор и външен лектор на Колеж Нюнхам в Кеймбридж – позиция, която заема до 1998 г. Гриър основава Stump Cross Books, базирана в Дъ Милс, която публикува творбите на поетеси от 17 и 18 век. Тя се завръща в Университета на Уоруик, приемайки лична катедра като професор в Катедрата по английски и сравнителни изследвания.
През този период тя се появява редовно по телевизията в Обединеното кралство и Австралия, включително в предаването на Би Би Си Have I Got News for You на няколко пъти от 1990 г. На 22 юли 1995 г. е интервюирана подробно от Андрю Нийл в шоуто му с интервюта лице в лице Is This Your Life? През 1998 г. тя написва епизод Make Love not War за телевизионния документален сериал „Студената война“, а на следващата година е снимана гола от австралийската фотографка Поли Борланд. Интервюто с Гриър от 1994 г. в The Big Issue, в което тя каза, че ще сподели дома си с всеки, който желае да спазва нейните правила, се тълкува като открита покана към бездомните и води до това, че е залята от репортери и ниско летящи самолети. Един от журналистите – репортер под прикритие на „Мейл он Сънди“ успява да влезе и да се възползва от нейното гостоприемство в продължение на два дни, което включва това Гриър да пере дрехите му и да го научи как да пече хляб. След като вестникът публикува три страници, Комисията по жалбите на пресата го призна за виновен в укриване, което не е в обществен интерес.

### По-късни творби за жените

#### „Промяната“ (1991 и 2018 г.)
Натали Анджър, пишеща във всекидневника „Ню Йорк Таймс“, нарича „Промяната: жените, стареенето и менопаузата“ (The Change: Women, Ageing, and the Menopause, 1991) „брилянтна, смела, вълнуваща, отчайваща ярост на книга... примамливо близо до потенциална феминистка класика наравно с „Жената евнух“. В нея Гриър пише за митовете за менопаузата – или както тя предпочита да я нарича – „климактеричния“ или критичен период. „Плашенето на жени е забавно“, пише тя в „Дъ Ейдж“ през 2002 г. „Жените бяха уплашени да използват хормоналната заместителна терапия от ужасни прогнози за разпадащи се кости, сърдечни заболявания, загуба на либидо, депресия, отчаяние, болест и смърт, ако оставят природата да поеме курса си“. Тя твърди, че плашенето на жените е „голям бизнес и е изключително печелившо“. Книгата, включително медицинската информация, е актуализирана и преиздадена през 2018 г.

#### Slip-Shods Sibyls(1995)
„Небрежни сибили: Признание, отхвърляне и Жената поет“ (Slip-Shod Sibyls: Recognition, Rejection and the Woman Poet, 1995) е разказ за жените, които пишат поезия на английски преди 20 век, и изследване защо толкова малко от тях са допуснати до литературния канон. Нейното заключение е, че жените са били държани на по-ниски стандарти от мъжете (оттук и „небрежните“ сибили от заглавието, цитирайки Александър Поуп ), а поетическата традиция е обезкуражавала добрата поезия на жените. Книгата включва критика на концепцията за жената като муза, свързана с Робърт Грейвс и други; глава за Сафо и използването ѝ като символ на женската поезия; глава за поетесата от 17 век Катрин Филипс; две глави за Афра Бен и една за Ан Уортън, и материали за Ан Финч, Летиция Ландън и Кристина Росети. Тя включва епилог за поетеси от 20 век и тяхната склонност към самоубийство: „Твърде много от най-забележимите фигури в женската поезия на 20 век не само се самоунищожиха по различни начини, но и бяха ценени заради поезията, която документира този процес.“

#### „Цялата жена“ (1999)
Продължение на „Жената евнух“ е „Цялата жена“ (The Whole Woman), излязла на бълг. като „Жената“, публикувано през 1999 г. от „Дабълдей“ – един от седемте издателства, които са кандидатствали за книгата. На Гриър е платен аванс от 500 000 паунда. В книгата си тя твърди, че феминизмът е загубил пътя си. Жените все още се сблъскват със същите физически реалности както преди, но поради променящите се възгледи за половата идентичност и постмодернизма има „ново мълчание за висцералните преживявания на [жените], [което] е същата ръка на стар изнасилвач, притисната към устата им“. Тя пише: „Истинските жени биват премахвани постепенно; първата стъпка, убеждаваща ги да отрекат собственото си съществуване, е почти завършена.“
Нейните коментари относно женското обрязване се оказват противоречиви, особено че противопоставянето на това е „атака срещу културната идентичност“, точно както забраняването на мъжкото обрязване би се разглеждало като атака срещу евреите и мюсюлманите. Гриър пише, че феминистките, които се борят за премахване на женското обрязване в собствените си страни, трябва да бъдат подкрепени, но тя изследва сложността на въпроса и двойните стандарти на Запада по отношение на други форми на телесно осакатяване, включително че Американската академия по педиатрия препоръчва хирургия по онова време на момиченца с клитори над три осми от инча. Тя поставя под съмнение мнението, че женското обрязване се налага от мъжете на жените, а не от жените на жените, или дори е по свободен избор.

#### За социалния пол
В „Цялата жена“ Гриър твърди, че докато биологичният пол е биологична даденост, половите роли са културни конструкции. Женствеността не е женскост. „Истинската женственост остава гротескна до безобразие“, пише тя. Момичетата и жените се учат на женственост – да се научат да говорят тихо, да носят определени дрехи, да премахват космите по тялото, за да угодят на мъжете и т.н. – процес на поставяне в рамка, който започва при раждането и продължава през целия им живот. „Няма нищо женствено в това да си бременна“, казва тя на Кришнан Гуру-Мърти през 2018 г. „То е почти антитеза на жествеността. Няма нищо женствено в раждането. Това е кървава борба и трябва да си силен и смел. Няма нищо женствено в кърменето. Бог знае, че това подлудява всички; те искат да видят хубави големи напомпани цици, но не искат да ги видят да си вършат работата.“
Писанията на Гриър за социалния пол я докарват до конфликт с транссексуалната общност. В глава в „Цялата жена“, озаглавена „Дами от пантомимата“, тя пише: „Правителствата, състоящи се от много малко жени, побързаха да признаят за жени мъже, които вярват, че са жени и са се кастрирали, за да докажат това, защото виждат жените не като друг пол, а като непол.“ Позицията ѝ за първи път предизвиква противоречия през 1997 г., когато тя неуспешно се противопоставя на предложението за стипендия в Колежа Нюнам на физичката Рейчъл Падман с аргумента, че тъй като Падман е „родена мъж“, тя не трябва да бъде приемана в женски колеж. Тя повтаря възгледите си няколко пъти през следващите години, включително през 2015 г., когато студенти от университета в Кардиф се опитват неуспешно да я бойкотират, за да я спрат да говори за „Жените и силата: уроците на 20 век ". Гриър отговаря, препотвърждавайки по време на интервю с Кърсти Уорк за Би Би Си „Нюзнайт“, че не смята транссексуалните жени за жени; тя твърди, че номинацията на Кейтлин Дженър за бляскава жена на годината е женомразка. Над 130 учени и други подписват писмо до „Обзървър“ през 2015 г., възразявайки срещу използването на политика на бойкот на Гриър и феминистки със сходни възгледи; подписалите са Беатрикс Кембъл, Мери Биърд, Дебора Камерън, Катрин Хол, Лиз Кели, Рут Листър и Саутхол Блек Систърс.

#### За изнасилването

##### Аргументи
Гриър пише в „Жената евнух“ (1970), че изнасилването не е „изразяване на неконтролируемо желание“, а акт на „убийствена агресия, породена от самоомраза и извършена срещу омразния друг“. Тя твърди поне от 1990-те години, че подходът на системата на наказателното правосъдие към изнасилването се върти около мъжете, като третира жените жертви като доказателство, а не като жалбоподателки, и разсъждавайки, че жените някога са били считани за мъжка собственост. „Исторически престъплението изнасилване е извършвано не срещу жената, а срещу мъжа с интерес към нея, баща ѝ или нейният съпруг“, пише тя през 1995 г. „Това, което трябваше да бъде установено без съмнение, е, че тя не е сътрудничила на мъжа, узурпирал чуждото право. Ако беше, тя заплащаше наказание, което можеше да е убиване с камъни или притискане до смърт.“
Изнасилването не е най-лошото нещо, което може да се случи на една жена, пише тя; ако една жена позволи на мъж да прави секс с нея, за да избегне побой, тогава тя може да се страхува повече от побоя. Жена, която е била изнасилена, няма причина да се срамува (и следователно няма нужда от анонимност), а погледът към изнасилването, концентриран върху жените, няма да го оформи като нещо, което може да „съсипе“ една жена. „Тя може да е възмутена и унизена“, пише Гриър, „но не може да бъде увредена по никакъв съществен начин от простия факт за наличието на нежелан пенис във вагината ѝ“. Ако една жена чувства, че е била унищожена от подобна атака, „това е, защото са ти казали лъжи за това кой и какъв си“, твърди тя през 2018 г. През 1995 г. тя предлага престъплението изнасилване да бъде заменено със сексуално посегателство с различна степен на сериозност и по-бързи резултати. През 2018 г. тя казва, че е променила решението си да нарече изнасилването „сексуално насилие“, тъй като повечето изнасилвания (по-специално секс без съгласие в рамките на брака) не са придружени от физическо насилие. „Няма начин законът за изнасилването да отговаря на реалността на живота на жените“, каза тя през 2018 г. Нейната книга, On Rape, е публикувана от изд „Мелбърн Юнивърсити Прес“ през септември 2018 г.

##### Личен опит
По време на интервю за сп. „Плейбой“ през 1971 г. и отново по време на интервю с Клайд Пакър през 1980-те години Гриър обсъжда как е била изнасилена като студентка в университета в Мелбърн. Две седмици след като колоната ѝ във в. „Гардиън“ от март 1995 г. за изнасилването предизвиква полемика, тя отново припомня собственото си преживяване, случило се през януари 1958 г., когато е на 19 години Ръгбист, когото среща на барбекю, я завлича в кола, удря я няколко пъти с юмрук в главата, принуждава я да повтаря онова, което иска тя да каже, след което я изнасилва. След това той се връща на партито, сякаш нищо не се е случило. Нейните съквартирантки я намират вкъщи часове по-късно, насинена, подута и в полусъзнание. Тя вярва, че жалбата ѝ за това би била безсмислена; тя е танцувала с него на партито, тръгнала е с него доброволно и той е стълб на общността. Съквартирантките ѝ довеждат мъжа в апартамента дни по-късно и го предупреждават пред нея, че ще му счупят краката, ако го видят на някое от местата, които те посещават.
Тя твърди в две колонки на в. „Гардиън“, че не пенисът на изнасилвача я е наранил, а неговите юмруци и „порочен ум“, и загубата на контрол, нахлуването в нея и това „да бъде накарана да говори думите на изнасилвача“. „Да настояваш“, пише тя, „че престъплението на пениса е по-лошо от това по какъвто и да е друг начин, означава да прославяш и преувеличаваш този етикет от плът безразсъдно“. Тя предлага, че може би жените трябва да „изнасилват“ своите изнасилвачи, вместо да рискуват с правна система, която не работи за тях. Възгледите ѝ са остро критикувани от британското НПО „Жени срещу изнасилването“, които по онова време водят кампания за повече съдебни преследвания.

#### Движение „Me Too“
Гриър коментира на няколко пъти движението Me Too. През ноември 2017 г. тя призовава жените да покажат солидарност, когато други жени са сексуално тормозени. Точно преди да бъде обявена за австралийка на годината във Великобритания през януари 2018 г., тя казва, че винаги е искала да види как жените реагират незабавно на сексуалния тормоз, когато се случва. „Това, което го прави различно, е когато мъжът има икономическа власт както Харви Уайнщайн. Но ако разтвориш краката си, защото той е казал „бъди мила с мен и ще ти дам работа във филм“, страхувам се, че това е равносилно на съгласие и вече е твърде късно да започнеш да хленчиш за това.“ През май същата година тя твърди – от високопоставените случаи – че разкритието е „позорно“, защото на жените, които „твърдят, че са били възмутени преди 20 години“, са били платени да подпишат споразумения за неразкриване, но след това са проговорили, след като давността вече е изтекла и нямат какво да губят.

### Други творби

#### „Момчето“ (2003)
Книга по история на изкуството от 2003 г., „Момчето“ (The Boy) е публикувана в Съединените щати като The Beautiful Boy. Тя е илюстрирана с 200 снимки на това, което в. „Обзървър“ нарича „сочна тийнейджърска мъжка красота“. Гриър описва книгата като опит да се обърне внимание на очевидното безразличие на съвременните жени към момчето тийнейджър като сексуален обект и да се „насочи жените към възвръщането на тяхната способност и право на визуално удоволствие“. Снимката на корицата, направена от Дейвид Бейли, е на 15-годишния Бьорн Андресен в героя му Тадзио във филма „Смърт във Венеция“ (1971). Актьорът се оплаква от използването на снимката от Гриър.

#### „Whitefella Jump Up“ (2003)
Гриър публикува няколко есета по проблемите на аборигените, включително „Whitefella Jump Up: The Shortest Way to Nationhood“, публикувано за първи път в Quarterly Essay през август 2003 г. и по-късно като книга в Обединеното кралство. В есето тя пише, че е разбирала малко за проблемите на аборигените в ранните си години, но в Англия тя вижда от гледната точка на разстоянието, че „това, което действаше в Австралия, бе апартейд“. При завръщането си в Австралия в края на 1971 г. тя полага усилия „да видя колкото мога повече от това, което е било скрито от мен“, пътувайки през Северната територия с активистката Боби Сайкс.
Гриър твърди, че австралийците трябва да преосмислят страната като аборигенска нация. „Скочи“ на австралийски креолски би могло, пише тя, да означава „да бъдеш възкресен или прероден“; заглавието се отнася до случаите, когато аборигените очевидно са приемали белите като преродени роднини. Предполагайки, че белите са сгрешили, разбирайки това буквално, тя твърди, че аборигените предлагат на белите условия, при които те могат да бъдат приети в системата за родство на аборигените. Есето твърди, че може да не е твърде късно Австралия като нация да се вкорени в историята и културата на аборигените.
Есето на Гриър „За яростта“ (On Rage) (2008) се занимава с широко разпространената ярост на мъжете аборигени. Следователката абориген Марсия Лангтън твърди, че тя оправдава лошото поведение. Гриър се завръща същата година в Нюнам Колидж в Кеймбридж като специален надзорник.

#### Бял бук (2013)
През 2001 г. Гриър купува 60 хектара земя в Австралия за 500 хил. долара в Кейв Крийк в долината Нуминбах, близо до селската местност Нечъръл бридж на Националния парк Спрингбрук в Югоизточен Куинсланд. Бивша тропическа гора, земята е използвана като млечна ферма, бананова плантация и източник на дървен материал. През 2013 г. тя публикува „Бял бук: годините на дъждовните гори“ (White Beech: The Rainforest Years) за нейната схема за рехабилитация на дъждовните гори Кейв Крийк, нейното усилие да възстанови земята до нейното състояние преди европейско заселване. Friends of Gondwana Rainforest – благотворителна организация на Гриър, регистрирана в Англия през 2011 г., финансира и контролира проекта.
Книгата описва как тя открива необичайно дърво от бял бук (Gmelina leichhardtii) и че химикалът 2,4,5-T (съставка на агент Ориндж) е пръскан в района в продължение на години, за да изтъни твърдата дървесина и да контролира плевелите. Тя пише, че „да навлезеш напълно в многообразния живот, който е околната среда на Земята, докато се отказваш от заблудите да го контролираш, е трансцендентално изживяване“. Нейното усещане за пространство, време и аз се променя: „Хоризонтите ми отлетяха, представата ми за времето се разшири и задълбочи, а азът изчезна“. Въпреки че тя разделя времето си между Австралия и Англия през годината, няма да се установи за постоянно в Австралия, докато страната не сключи договор с коренното си население.

### По-нататъшен живот
През юни 2022 г. Гриър е сред жените, изтъкнати в изложбата Australian Women Changemakers в Музея на австралийската демокрация.
През 2021 г. Гриър се завръща в Австралия, за да продаде дома си и да се остави на грижи за възрастни в Касълмейн, Виктория. През 2022 г. 83-годишната Гриър отбеляза, че повече жени са под грижа, отколкото мъже. Тя описва себе си като „не пациентка, а затворничка“ и говори откровено, че грижите за възрастни хора са един от най-належащите феминистки проблеми днес.

## Награди и отличия
Гриър получава няколко почетни докторски степени: доктор по литература от Йоркския университет през 1999 г.,   доктор по право от университета в Мелбърн през 2003 г., доктор по литература в университета „Англия Ръскин“ през 2003 г. и доктор по литература от университета в Сидни през 2005 г.
Националната портретна галерия в Лондон закупува осем снимки на Гриър, включително от Брайън Уортън, Лорд Сноудън и Поли Борланд, и една картина от Пола Рего.
Тя е избрана за австралийско живо национално съкровище (National Living Treasure) през 1997 г.
През 2001 г. е включена във Викторианския почетен списък на жените.
През 2011 г. тя е една от четирите феминистки „австралийски легенди“ (заедно с Ева Кокс, Елизабет Еват и Ан Съмърс), представени на австралийските пощенски марки.
Във Великобритания Гриър е избран за „Жена на годината“ през 1971 г.
През 2016 г. Би Би Си Радио 4 на Women's Hour я на четвърто място в годишния си „Power List“ от седемте жени, имали най-голямо въздействие върху живота на жените върху предишното 70 години, заедно с Маргарет Тачър, Хелън Брук, Барбара Касъл, Джаябен Десай, Бриджит Джоунс и Бионсе.

## Противоречия
Писателката Ивон Робъртс нарича Гриър „кралицата на противоречията“. Сара Дитум пише, че Гриър „не се забърква в беда от време на време или по невнимание, а последователно и с отношението на танк, който се врязва  директно в тълпа от пехота“. В. „Сидни Морнинг Хералд“ я определя като „човешко заглавие“. Британският актьор и комик Трейси Улман описва Гриър като възрастна жена, която устройва битки по автобусните спирки. В отговор на критиките на Гриър Поли Тойнби пише през 1988 г.: „Малки умове, малки духове, посрещнати от самия размер и магнетизъм на жената.“
Твърди се, че Гриър казва, че фатвата от 1989 г. срещу Салман Ружди за неговия роман „Сатанински строфи“ (1988) е по негова вина, въпреки че тя се подписва в петиция в негова подкрепа. През 2006 г. тя подкрепя активисти, опитващи се да спрат снимките на лондонската улица „Брик Лейн“ на филма Brick Lane (по едноименния роман на Моника Али), тъй като тя пише, че „протобенгалски писател с мюсюлманско име“ е представил бенгалските мюсюлмани като „нерелигиозни и разхвърляни“. Рушди нарича коментарите ѝ „филистимни, свещени и позорни, но... не и неочаквани“.
През май 1995 г. в своята колонка за сп. „Гардиън“ (която вестникът отбелязва), тя се позовава на журналистката на списанието Сюзан Мур за „косата ѝ като птиче гнездо“ и „обувки за таковай ме“.
Тя нарича своя биограф Кристин Уолъс „бактерия, която яде плът“, а книгата на Уолъс Untamed Shrew (1999) „парче екскремент“. (Тя казва: „Адски мразя биографията. Ако искате да знаете за Дикенс, прочетете неговите шибани книги.")
Австралия, казва тя през 2004 г., е „културна пустош“; австралийският премиер Джон Хауърд нарича нейната реплика покровителствена и снизходителна.
След като получава хонорар в размер на 40 хил. британски лири, тя напуска къщата на Биг Брадър ВИП на шестия ден през 2005 г., тъй като, както тя пише, това е мизерен „фашистки затворнически лагер".
Кевин Ръд, по-късно австралийски премиер, ѝ казва да си завре чорап в устата през 2006 г., когато в колонка за смъртта на австралиеца Стив Ъруин, звезда от „Ловецът на крокодили“, тя стига до заключението, че животинският свят е „най-сетне си отмъсти“. Тя критикува роклята на Мишел Обама в изборната нощ през 2008 г., а през 2012 г. съветва първата жена министър-председател на Австралия Джулия Гилард да смени кройката на саката си, защото има „голям гъз“.

## Архив на Джърмейн Гриър
Гриър продава архива си през 2013 г. на Университета на Мелбърн. Към юни 2018 г. той обхваща периода 1959 – 2010 г., като запълва 487 архивни кутии на 82 метра рафтове. Прехвърлянето на архива (150 чекмеджета на картотеката) от дома на Гриър в Англия започва през юли 2014 г .; университетът обявява, че събира 3 млн. австралийски долара за финансиране на покупката, пратката, съхраняването, каталогизирането и дигитализацията. Гриър казва, че нейната разписка от продажбата ще бъде дарена на нейната благотворителна организация Friends of Gondwana Rainforest.

## Избрани творби
- The development of Byron's satiric mode (магистърска работа). (1963)
- The Ethic of Love and Marriage in Shakespeare's Early Comedies (докторска дисертация). (1968)
- The Female Eunuch (1970)
- The Revolting Garden (1979), като Роуз Блайт
- The Obstacle Race: The Fortunes of Women Painters and Their Work (1979)
- Sex and Destiny: The Politics of Human Fertility (1984)
- Shakespeare (1986)
Шекспир, изд „Захарий Стоянов“ (2006)
- The Madwoman's Underclothes: Essays and Occasional Writings (1986)
- Daddy, We Hardly Knew You (1989)
- „The Offstage Mob: Shakespeare's Proletariat“, в Tetsuo Kishi, Roger Pringle, and Stanley Wells (eds.). Shakespeare and Cultural Traditions (1991), с. 54 – 75
- The Change: Women, Ageing and the Menopause (1991)
- „Macbeth: Sin and Action of Grace“, в J. Wain (ed.). Shakespeare (1994), с. 263 – 270
- Slip-Shod Sibyls: Recognition, Rejection and the Woman Poet (1995)
- The Whole Woman (1999)
Жената, изд „Обсидиан“ (2000), прев. Божан Христов
- John Wilmot, Earl of Rochester (2000)
- The Boy (2003)
- Poems for Gardeners (2003)
- Whitefella Jump Up: The Shortest Way to Nationhood (2004) (1-во издание през 2003 г. в Quarterly Essay)
- Shakespeare's Wife (2007)
- Stella Vine (2007)
- „Shakespeare and the Marriage Contract“, in Paul Raffield, Gary Watt (eds.). Shakespeare and the Law (2008), с. 51 – 64.
- On Rage (2008)
- Lysistrata: The Sex Strike: After Aristophanes (2011), с Фил Уилмът
- White Beech: The Rainforest Years (2013)
- On Rape (2018)

## Пояснителни бележки
1. ↑  Germaine Greer, „All About Women“ (2015): „Винаги съм била феминистка на освобождението. Не съм феминистка на равенството. Мисля, че това е дълбоко консервативна цел и няма да промени нищо. Това просто би означавало, че жените са замесени.“ Вж. How to Be a Feminist, на 01:06:04)
2. ↑  Germaine Greer (The Whole Woman, 1999): „През 70-те движението бе наречено 'Освобождение на жените“ или  презрително, "Women's Lib". Когато името „Libbers“ бе премахнато за „феминистки“, всички изпитахме облекчение. Това, което никой от нас не забеляза, бе, че идеалът за освобождение избледняваше с думата. Примирихме се с равенството. Освободителните борби не са за асимилация, а за утвърждаване на различието, придаването на това различие с достойнство и престиж и настояването върху него като условие за самоопределяне и самоопределение. Целта на освобождението на жените е да се направи толкова много за жените, колкото е направено за колонизираните нации. Освобождението на жените не вижда потенциала на жената от гледна точка на действителния мъж; визионерските феминистки от края на 60-те г. и началото на 70-те знаеха, че жените никога не могат да намерят свобода, като се съгласят да живеят живота на несвободни мъже. Търсачите на равенство настояха да бъдат допуснати до пълни с дим мъжки свърталища. Либерационистите търсеха по целия свят улики за това какъв би бил животът на жените, ако те бяха свободни да определят собствените си ценности, да подреждат собствените си приоритети и да решават собствената си съдба. „Жената евнух“ бе един феминистки текст, който не спореше за равенство.“ Greer, Germaine (1999). The Whole Woman. London: Transworld Publishers Ltd., с. 2.
3. ↑  Преди има жени, на които е позволено да се присъединят, но не като пълноправни членове. Кристин Уолъс (1999): „Един бивш ученик на Нюнам беше проправил пътя: актрисата Елинор Брон, която се появи във Footlights в края на 1950 г..[39] Решението да се разшири членството и до жени се дължи на Тим Брук-Тейлър и Ерик Айдъл, председател на  Footlights.
4. ↑  Законодателно обозначение за серия от закони в цяла Великобритания по време на Тачър, които забраняват насърчаването на хомосексуалността от местните власти.
5. ↑  Гриър повтаря възгледите си през 2016 г. в епизод на Q&A в Австралия и през 2018 г. в дебата на Чанел 4 за Genderquake в Обединеното кралство

## Библиографски бележки
1. ↑  Magarey 2010, стр. 402 – 403; Medoff 2010; Standish 2014; Francis Henningham. За датата на раждане вж. Wallace 1999.
2. 1 2  Francis, Rosemary; Henningham, Nikki (2017) [2009]. "Greer, Germaine (1939–)". The Australian Women's Register.
3. 1 2 3 4 5 6  Winant, Carmen (Spring 2015). „The Meaningful Disappearance of Germaine Greer“. Cabinet (57).
4. ↑  Saracoglu, Melody (12 May 2014). "Melody Saracoglu on Germaine Greer: One Woman Against the World", New Statesman.
5. 1 2  Reilly, Susan P. (2010). „Female Eunuch“. In Wallace, Elizabeth Kowaleski (ed.). Encyclopedia of Feminist Literary Theory. New York: Routledge. p. 213
6. 1 2 3  Buchanan, Rachel (7 January 2018). "Why it's time to acknowledge Germaine Greer, journalist". The Conversation.
7. ↑  Kleinhenz, Elizabeth (2018). Germaine: The Life of Germaine Greer. Sidney: Knopg, с. 292.
8. 1 2  Wallace, Christine (1999). Germaine Greer: Untamed Shrew. London: Faber and Faber, с. 1 – 3.
9. ↑  Kleinhenz, Elizabeth (2018). Germaine: The Life of Germaine Greer. Sidney: Knopf, с. 3.
10. ↑  Greer, Germaine (1989). Daddy, We Hardly Knew You. New York: Fawcett Columbine. ISBN 0449905616.
11. ↑  Wallace, Christine (1999) [1997]. Germaine Greer: Untamed Shrew. London: Faber and Faber, с. 4.
12. ↑  Packer 1984, с. 86; Wallace 1999, с. 4, 72;
13. ↑  Wallace, Christine (1999) [1997]. Germaine Greer: Untamed Shrew. London: Faber and Faber., с. 4, 11, 13.
14. ↑  Wallace 1999, с. 11, 13.
15. ↑  High Standard of Children's Art //  Advocate.   Victoria, Australia, 2 October 1952. с. 18.
16. ↑  Wallace, Christine (1999) [1997]. Germaine Greer: Untamed Shrew. London: Faber and Faber, с. 16.
17. ↑  Интервю с Гриър, Ютюб , Festival of Dangerous Ideas 2012, Sydney Opera House (00:01:00–00:03:42)
18. ↑  Packer 1984; Wallace 1999.
19. ↑  Milliken, Robert (28 September 1997). "Greer savages 'dung beetle' biographer". The Independent, citing Blazey, Peter (1997). Screw Loose: Uncalled for Memoirs. Sydney: Picador.
20. ↑  Wallace 1999, с. 33.
21. ↑  Wallace 1999.с. 269
22. 1 2 3 4 5 6  Greer, Germaine (20 March 1995). „The refusal to be bowed by brutality“. The Guardian.
23. ↑  Wallace 1999, с. 74.
24. ↑  Wallace 1999, с. 201.
25. ↑  Wallace 1999, с. 57 – 59.
26. ↑  Wallace 1999, с. 73; вж. също Coombs 1996
27. ↑  Wallace 1999, p. 83.
28. ↑  James, Clive (1991). May Week Was In June. London: Pan Books, p. 13
29. ↑  Greer, Germaine (1963). The Development of Byron's Satiric Mode (MA). University of Sydney.
30. ↑  Kleinhenz, Elizabeth (2018). Germaine: The Life of Germaine Greer. Sydney: Knopf, с. 81.
31. ↑  Wallace 1999, с. 109.
32. ↑  Kleinhenz 2018 , с. 85; Wallace 1999, с. 11; Packer 1984, с. 95; James 1991, с. 16
33. ↑  Kleinhenz 2018, с. 85.
34. ↑  Kleinhenz 2018, с. 87.
35. ↑  Wallace 1999, с. 112.
36. ↑  Jardine, Lisa (7 March 1999). "Growing up with Greer", The Guardian.
37. ↑  Kleinhenz 2018, с. 89 – 90.
38. ↑  "Pete & Clive", BBC Radio 4, 9 November 2015, от 00:06:43.
39. ↑  Wallace 1999, с. 123 – 124.
40. ↑  Buchanan, Rachel. Friday essay: How Shakespeare helped shape Germaine Greer's feminist masterpiece //  The Conversation.   26 May 2016.  Архивиран от оригинала на 14 April 2018.; 
Kleinhenz 2018, с. 94-95
41. ↑  James, 1991, с. 16
42. ↑  Wallace 1999, с. 123 – 124.
43. ↑  Cambridge Footlights: Year ending 1965
44. ↑  Footlights at 120: A history of Footlights //   Cambridge Footlights.  Архивиран от оригинала на 2006-09-02. Посетен на 26 август 2020.
45. ↑  James, Clive (1991). May Week Was In June. London: Pan Books., с. 145
46. ↑  Buchanan, Rachel. Showcasing Germaine Greer's Shakespearean scholarship //   University of Melbourne.  Архивиран от оригинала на 2017-02-19. Посетен на 2021-12-03. 
Вж. също Kleinhenz 2018, с. 101-102
47. ↑  Greer, Germaine (7 May 1968). The Ethic of Love and Marriage in Shakespeare's Early Comedies (PDF) (PhD thesis). Apollo Digital Repository, University of Cambridge
48. ↑  Kleinhenz, Elizabeth (2018). Germaine: The Life of Germaine Greer. Sydney: Knopf., с. 102
49. ↑  Buchanan, Rachel (26 May 2016). "Friday essay: How Shakespeare helped shape Germaine Greer's feminist masterpiece". The Conversation. Архивиран от оригинала на 14 април 2018

Kleinhenz 2018, с. 94 – 95.
50. ↑  Yalom, Marilyn (January–February 2009). „Review: The Second-Best Bed and Other Conundrums“. The Women's Review of Books. 26 (1): 29 – 30.
51. ↑  Bell, Lynne. Doctor who refuses to be type-cast //  The Sydney Morning Herald.   31 July 1969. с. 19.
52. ↑  Wallace, Christine (1999) [1997]. Germaine Greer: Untamed Shrew. London: Faber and Faber, с. 126 – 130.
53. ↑  Wallace 1999, с. 126 – 130.
54. ↑  Brooks, Richard (10 July 2011). "Greer reveals her triple trauma of rape, miscarriage and IVF". The Sunday Times.
55. ↑  Kleinhenz, Elizabeth (2018). Germaine: The Life of Germaine Greer. Sydney: Knopf., с. 120.
56. 1 2  Germaine Greer //  Enough Rope with Andrew Denton.   ABC Television (Australia), 15 September 2003.  Архивиран от оригинала на 3 January 2006.
57. ↑  Greer, Germaine (29 May 2004). "Country notebook: drunken ex-husband" The Daily Telegraph
58. ↑  Angelou 1998; Innes, Lyn (28 May 2014). "Maya Angelou obituary", The Guardian.
59. 1 2  Buchanan, Rachel. Why Germaine Greer was filmed naked in a bathtub of milk //  Pursuit.   University of Melbourne, 17 February 2017.
60. ↑  Darling, Do You Love Me? (1968) в
61. ↑  Nice Time //  British Comedy Guide.
62. ↑  Wallace 1999, с. 112, 176
63. ↑  Kleinhenz 2018, с. 109, 111.
64. ↑  Photographs //   Germaine Greer Archive, University of Melbourne.
65. ↑  OZ 29, July 1970 //   University of Wollongong Australia.  Архивиран от оригинала на 2018-02-11. Посетен на 2021-12-03.; Wallace 1999, с. 176
66. 1 2  Wallace 1999, с. 266.
67. ↑  Suck, the first European sex magazine.   WorldCat. OCLC 810282005.
68. ↑  Kleinhenz 2018, с. 121.
69. ↑  Faust, Beatrice. Grab-bag of Germaine ideas //  The Age.   20 December 1986. с. 137.
70. ↑  Kleinhenz 2018, с. 122.
71. ↑  Wallace 1999, с. 141; Kleinhenz 2018, с. 188
72. ↑  Kleinhenz 2018, с. 124.
73. 1 2  Greenfield, Robert. Germaine Greer, A Groupie in Women's Lib //  Rolling Stone.   7 януари 1971.  Архивиран от оригинала на 23 декември 2017.
74. ↑  „Интимно интервю с Жермен Гриър“, Screw: The Sex Review , май 1971 г .; 
Уолъс 1999, с. 208.
75. ↑  Kleinhenz 2018, стр. 156 – 157; Greer, Germaine. Well done, Beth Ditto. Now let it all hang out //  The Guardian.   31 May 2007.
76. 1 2  Cook, Dana. Encounters with Germaine Greer //  ifeminists.com.
77. ↑  Kleinhenz 2018, с. 157.
78. ↑  Suck, the first European sex magazine. WorldCat. OCLC 810282005.
79. ↑  Germaine Greer: Pornography perpetuates stereotypical notions of sex в , Iqsquared, 2 May 2013.
80. ↑  Kleinhenz 2018, с. 123.
81. 1 2  Bell, Lynne (31 July 1969). „Doctor who refuses to be type-cast“. The Sydney Morning Herald. с. 19.
82. ↑  Kleinhenz 2018, с. 106 – 108
83. ↑  Kleinhenz 2018, с. 137; вж. и Packer 1984, с. 98; Wallace 1999, с. 141
84. ↑  Lake, Marilyn (2016). „'Revolution for the hell of it': the transatlantic genesis and serial provocations of The Female Eunuch“. Australian Feminist Studies. 31 (87):, с. 11.
85. ↑  Packer, Clyde (1984). No Return Ticket. Angus & Robertson., p. 98.
86. ↑  Lake 2016, с. 7.
87. ↑  Lake 2016, p. 9.
88. ↑  Greer, Germaine (1986) [1970]. „The Slag-Heap Erupts“. The Madwoman's Underclothes: Essays and Occasional Writings 1968 – 1985. London: Picador. First published in Oz, February 1970, с. 26.
89. ↑  Magarey, Susan (2010). „Germaine Greer“. In Smith, Bonnie G. (ed.). The Oxford Encyclopedia of Women in World History. New York: Oxford University Press., с. 403.
90. ↑  Spongberg, Mary (1993). "If She's So Great, How Come So Many Pigs Dig Her? Germaine Greer and the malestream press". Women's History Review. 2 (3): (407 – 419), 407, с. 415.
91. ↑  Wallace 1999, с. 176.
92. ↑  Tweedie, Jill. Goodbye love //  The Guardian.   28 September 1970. с. 9.; Lyndon, Neil. Shooting down The Female Eunuch //  The Sunday Times.   10 October 2010..
93. ↑  Kleinhenz 2018, стр. 136 – 137
94. ↑  „Germaine Greer on Marriage, Children And Society“. The Late Late Show. RTÉ. 24 October 1986.
95. ↑  Baumgardner, Jennifer (2001). „Why the Female Eunuch?“. In Greer, Germaine (ed.). The Female Eunuch. New York: Farrar, Straus and Giroux. с. 3
96. ↑  Lake 2016; The first Women's Liberation Movement Conference //  Woman's Hour.   BBC, 25 February 2010.
97. ↑  Doherty, Maggie. What Kate Did //  The New Republic.   23 март 2016.
98. ↑  Poirot 2004, с. 204-205; Mosmann 2016, с. 84; Kleinhenz 2018, с. 166-167
99. ↑  Merck, Mandy (2010). „Prologue: Shulamith Firestone and Sexual Difference“. In Merck, Mandy; Sandford, Stella (eds.). Further Adventures of The Dialectic of Sex: Critical Essays on Shulamith Firestone. New York: Palgrave Macmillan. p. 13.
100. ↑  Heilpern, John. Women who came out in the cold //  The Observer.   7 March 1971. с. 1. Whitmore, Greg. Women's Liberation Movement march, 1971 – in pictures //  The Guardian.   3 March 2018. Tweedie, Jill. From the archive, 8 March 1971: Women march for liberation in London //  The Guardian.   8 March 2013.
101. ↑  Wallace 1999, с. 299
102. ↑  Books of the Times //  The New York Times.   20 април 1971.; Kempton, Sally. The Female Eunuch by Germaine Greer //  The New York Times.   25 април 1971.
103. ↑  Spongberg 1993, с. 407; for the Hotel Chelsea, Kleinhenz 2018, с. 169
104. ↑  Caine, Barbara; Gatens, Moira (1998). Australian Feminism: a companion. Melbourne and Oxford: Oxford University Press, с. 44
105. ↑  Russell, Marlowe (18 October 2011). "John Holmes obituary", The Guardian.
106. ↑  Hamilton 2016, с. 44.
107. ↑  Wlodarczyk, Justyna (2010). Ungrateful Daughters: Third Wave Feminist Writings. Newcastle upon Tyne: Cambridge Scholars Publishing., с. 24.
108. ↑  "The Female Eunuch first draft", University Library, The University of Melbourne.
109. ↑  Brock, Malin Lidström (2016). Writing Feminist Lives: The Biographical Battles over Betty Friedan, Germaine Greer, Gloria Steinem, and Simone de Beauvoir. Cham: Palgrave Macmillan, p. 80.
110. ↑  Interview with Germaine Greer on YouTube, Festival of Dangerous Ideas 2012, Sydney Opera House
111. ↑  Brock, Malin Lidström (2016). Writing Feminist Lives: The Biographical Battles over Betty Friedan, Germaine Greer, Gloria Steinem, and Simone de Beauvoir. Cham: Palgrave Macmillan, p. 82
112. ↑  Greer, Germaine (2001) [1970]. The Female Eunuch. New York: Farrar, Straus & Giroux, p. 13
113. ↑  Lake, Marilyn (2016). „'Revolution for the hell of it': the transatlantic genesis and serial provocations of The Female Eunuch“. Australian Feminist Studies. 31 (87): 8
114. ↑  Greer, Germaine (2001) [1970]. The Female Eunuch. New York: Farrar, Straus & Giroux, с. 371
115. ↑  Weintraub, Judith (22 March 1971). "Germaine Greer – Opinions That May Shock the Faithful", The New York Times.
116. ↑  Greer 2001, с. 279, 281–282; вж. също Greer 1999, с. 359
117. ↑  Greer, Germaine (2001) [1970]. The Female Eunuch. New York: Farrar, Straus & Giroux, с. 353
118. ↑  Greer 2001, с. 334.
119. ↑  Evans 2002, с. 68
120. 1 2  Spongberg 1993, с. 407
121. ↑  Kleinhenz 2018, с. 175
122. 1 2  Buchanan, Rachel. Why it's time to acknowledge Germaine Greer, journalist //  The Conversation.
123. ↑  Smith 2012, с. 309; Kleinhenz 2018, с. 171-172
124. ↑  Kleinhenz 2018, с. 170
125. ↑  Mosmann 2016, с. 78, 83
126. ↑  Kleinhenz 2018, с. 173
127. ↑  Kleinhenz 2018, с. 183
128. ↑  Kleinhenz 2018, с. 160–161
129. ↑  Kleinhenz 2018, с. 209, 212
130. ↑  Kleinhenz 2018, с. 209
131. ↑  Kleinhenz 2018, с. 206–209
132. ↑  Dean, Katrina (1 November 2013). "Why Germaine Greer's life in letters is one for the archives", The Conversation
133. ↑  Kleinhenz 2018, с. 207
134. 1 2  Dean, Katrina (1 November 2013). "Why Germaine Greer's life in letters is one for the archives", The Conversation.
135. ↑  Greer & Willmott 2011; Billington, Michael (9 July 1999). "What a carry on", The Guardian
136. ↑  Buchanan, Rachel. "'Here I let live, and am let live': Germaine Greer and Italy" (PDF). Retrieved 3 March 2024
137. ↑  Гриър е полиглотка и може да пише или говори немски, френски, испански и латински, в допълнение към английски и италиански
138. ↑  "Federico Fellini wanted to cast me in Casanova. We ended up in bed together | Germaine Greer". TheGuardian.com. 11 April 2010
139. ↑  Kleinhenz 2018, с. 211–212, 401, n. 8; Wallace 1999, с. 212, n. 22
140. ↑  Wallace 1999, с. 269; вж. също Packer 1984, с. 92-93
141. 1 2 3  Standish 2014
142. ↑  Kleinhenz 2018, с. 202–203
143. ↑  Buckley, William F. (1989). On the Firing Line: The Public Life of Our Public Figures. New York: Random House.
144. ↑  Simons 2015
145. ↑  Greer, Germaine (1979). The Obstacle Race: The Fortunes of Women Painters and Their Work. London: Martin Secker and Warburg.
146. ↑  Conrad, Peter (28 October 1979). „Decorative Drudgery“. The Observer, с. 39.
147. ↑  Medoff 2010; The Tulsa Center for the Study of Women's Literature: What We Are Doing and Why We Are Doing It //  Tulsa Studies in Women's Literature 1 (1).   Spring 1982. DOI:10.2307/464089. с. 5 – 26.  Архивиран от оригинала на 1 October 2018.
148. ↑  Greer, Germaine. The Tulsa Center for the Study of Women's Literature: What We Are Doing and Why We Are Doing It //  Tulsa Studies in Women's Literature 1 (1).   Spring 1982. DOI:10.2307/464089. с. 5 – 26.
149. ↑  Packer 1984, с. 85
150. 1 2  Greer, Germaine (11 March 2018). "Germaine Greer offers advice for the next owner of her Essex home". The Sunday Times.

The Mills //   Savills.
151. ↑  За това, че се гордее с дървото, вж. Greer 2013, с.1
152. ↑  Dugdale, Lynda. Germaine Greer: Not about to change //  Intheblack.   7 November 2016.
153. ↑  Peacock 1999, с. 26–27
154. 1 2  Germaine Greer Honorary Doctor of Letters, 2003 //   Anglia Ruskin University.  Архивиран от оригинала на 2015-11-24. Посетен на 2021-12-03.
155. ↑  Medoff 2010, с. 263; Stump Cross Books.
156. ↑  Listing on IMDb
157. ↑  Germaine Greer by Polly Borland, National Portrait Gallery, London, October 1999.
158. ↑  Greer, Germaine (7 February 1994). „I smelt a rat, but didn't realise he'd be such a stinker“. The Guardian, с. 18; "Greer to sue journalist who posed as a homeless man", UPI, 7 February 1994.
159. ↑  "Newspaper breached code", The Independent, 30 March 1994.
160. ↑  Angier, Natalie (11 October 1992). "The Transit of Woman", The New York Times.
161. ↑  Greer, Germaine (13 July 2002). "The Female Used". The Age.
162. ↑  "The Change" Архив на оригинала от 2020-03-14 в Wayback Machine., Bloomsbury Publishing.
163. ↑  Doody, Margaret Anne. Poxy Doxies //  London Review of Books 17 (24).   14 December 2005. с. 14 – 15.
164. ↑  Greer 1995, p. xxiii
165. ↑  Greer 1995, с. 390
166. ↑  McCann, Paul. Greer paid pounds 1/2m for new 'Female Eunuch' //  The Independent.   25 February 1998.
167. 1 2  Thackray, Rachelle. Germaine smacks her sisters //  The Independent on Sunday.   21 February 1999.
168. ↑  Greer 1999, с. 3
169. ↑  Greer 1999, с. 120. Kakutani, Michiko. The Female Condition, Re-explored 30 Years Later //  The New York Times.   18 May 1999. 
MPs attack Greer on female circumcision //  BBC News.   25 November 1999.
170. ↑  Greer 1999, с. 119
171. ↑  Greer 1999, с. 2
172. ↑  Greer 1999, с. 369–370
173. ↑  Germaine Greer on women's liberation, the trans community and her rape on YouTube, Channel 4 News, 23 May 2018, at 00:29:54
174. ↑  Greer 1999, с. 64
175. ↑  Clare Garner. Fellows divided over don who breached last bastion //  The Independent.   25 June 1997.
176. ↑  Morris, Steven (18 November 2015). "Germaine Greer gives university lecture despite campaign to silence her", The Guardian.
177. ↑  "Germaine Greer: Transgender women are 'not women'", BBC News, 24 October 2015. De Freytas-Tamura, Kimiko (24 October 2015). "Cardiff University Rejects Bid to Bar Germaine Greer", The New York Times. Lehmann, Claire. Germaine Greer and the scourge of 'no-platforming' //   ABC News, 27 October 2015.
178. ↑  Campbell, Beatrix. We cannot allow censorship and silencing of individuals //  The Observer.   14 February 2015.  Архивиран от оригинала на 23 February 2015.
179. ↑  Greer 2001, с. 281
180. 1 2 3  Greer, Germaine (6 March 1995). „Call rape by another name“. The Guardian, с. 20.
181. ↑  Germaine Greer on women's liberation, the trans community and her rape в , Channel 4 News, 23 May 2018, at 00:13:00
182. ↑  Germaine Greer on tackling rape and the gender pay gap в , The Wright Stuff, Channel 5, UK, 6 April 2018, at 2m49s
183. ↑  Germaine Greer. (24 March 2018). Debate: Has the #MeToo Movement Gone Too Far?. [video] YouTube. Event occurs at 00:05:20. https://www.youtube.com/watch?time_continue=9&v=iX1gNTF7liM. How to:Academy and The New York Times.
184. ↑  On Rape Архив на оригинала от 2018-07-11 в Wayback Machine., Melbourne University Press.
185. ↑  Packer 1984, стр. 92 – 93; Wallace 1999, стр. 269, 287.
186. ↑  Greer, Germaine (3 April 1995). „A phallocentric view of sexual violence“. The Guardian, с. 20.
187. ↑  Ellingsen, Peter (22 March 1995). „Feminists' anger as Greer calls for 'outing' of rapists“. The Sydney Morning Herald.
188. ↑  Germaine Greer. (6 November 2017). Germaine Greer: Australian politician did a Weinstein on me. [video] YouTube: Sam Delaney's News Thing, RT UK. Event occurs at 00:03:14. https://www.youtube.com/watch?v=AOefk34SsMM&t=3m14s.
189. ↑  Miller, Nick (21 January 2018). "Germaine Greer challenges #MeToo campaign", The Sydney Morning Herald.
190. ↑  Germaine Greer on women's liberation, the trans community and her rape в
191. ↑  Merritt, Stephanie (5 October 2003). "Danger mouth", The Observer.
192. ↑  Greer, Germaine (2003). The Beautiful Boy, New York: Rizzoli. Quoted in Deslandes, Paul R. (2013). „Exposing, Adorning, and Dressing in the Modern Era“, in Sarah Toulalan, Kate Fisher (eds.), The Routledge History of Sex and the Body, 1500 to the Present. Routledge, p. 186.
193. ↑  Seaton, Matt (16 October 2003). "I feel used", The Guardian; "I'm not Germaine's toy, says cover boy", Australian Associated Press, 18 October 2003.
194. ↑  Greer, Germaine. Whitefella Jump Up: The Shortest Way to Nationhood //  Quarterly Essay.   Melbourne, August 2003.
195. ↑  Greer 2004, с. 22
196. ↑  A new outbreak of Germs warfare //  The Sydney Morning Herald.   28 August 2004.
197. ↑  Greer 2004, с. 22
198. ↑  Lowry, Elizabeth (22 January 2014). "White Beech: The Rainforest Years by Germaine Greer – review", The Guardian. Giblett, Rod (2014). "Rod Giblett reviews White Beech by Germaine Greer", Plumwood Mountain: An Australian Journal of Ecopoetry and Ecopoetics 1(2).
199. 1 2  Greer, Germaine. Why I said yes to Big Brother's shilling //  The Daily Telegraph.   12 January 2005.
200. ↑  "Friends of Gondwana Rainforest"[неработеща препратка], gondwanarainforest.org; "Friends of Gondwana Rainforest", Companies House.
Greer, Germaine (29 January 2014). "Germaine Greer: I'm staging a rainforest rescue", The Daily Telegraph.
201. ↑  Greer 2013a, с. 8–9
202. ↑  Greer, Germaine (3 October 2012). "Germaine Greer's rainforest: a carnival of wild creatures in Cave Creek", The Daily Telegraph.
203. ↑  Greer 2013a, с. 1–2, 4
204. ↑  Kleinhenz 2018, с. 325
205. ↑  Haussegger, Virginia (18 June 2022). "The incredible women reshaping our nation". The Canberra Times. Посетен на 9 септември 2022
206. ↑  "Females to the fore: The women at this year's Canberra Writers Festival". The Canberra Times. 5 August 2022. Retrieved 9 September 2022
207. ↑  "The Australian - Germaine Greer's life as an aged-care 'inmate'". 1 July 2022
208. ↑  "Manfred Erhardt, Germaine Greer, Golda Koschitzky, Francesca Valente to Receive Hon. Docs. ..." York University. 1 November 1999
209. ↑  "Roll out the honours". The Age. 13 June 2005
210. ↑  "Germaine Greer speaks to University of Sydney graduates". The University of Sydney. 4 November 2005; Francis & Henningham 2017
211. ↑  "Germaine Greer - ARU". aru.ac.uk. Retrieved 11 February 2023
212. ↑  Germaine Greer //   National Portrait Gallery, London.
213. ↑  Australian National Living Treasure //  AustLit.   University of Queensland.
214. ↑  Feminists feature on Aussie legends stamps //   ABC News (Australia), 19 January 2011.
215. ↑  "Margaret Thatcher tops Woman's Hour Power List", BBC News, 14 December 2016.
216. ↑  Roberts, Yvonne; Hirsch, Afua; Parkinson, Hannah-Jane (9 September 2018). "Reading Germaine: three generations respond to On Rape". The Guardian. Retrieved 29 June 2021
217. ↑  Ditum, Sarah (6 June 2018). "Germaine Greer has always refused to be 'nice' – if only there were more of her". New Statesman
218. ↑  "Greer given enough rope". The Sydney Morning Herald. 19 July 2004
219. ↑  Ditum, Sarah (6 June 2018). "Germaine Greer has always refused to be 'nice' – if only there were more of her". New Statesman
220. ↑  Toynbee 2012, д. 127
221. ↑  Lewis, Paul. 'You sanctimonious philistine' – Rushdie v Greer, the sequel //  The Guardian.   29 July 2006.
222. ↑  World Statement, International Committee for the Defence of Salman Rushdie and his Publishers //  The Observer.   5 March 1989. с. 4.
223. ↑  Lewis, Paul (29 July 2006). "'You sanctimonious philistine' – Rushdie v Greer, the sequel". The Guardian
224. ↑  Gerrard, Nicci. Middle-aged feminist rage shocks and amuses //  The Observer.   21 May 1995. с. 12.
225. ↑  Kleinhenz 2018, с. 283
226. ↑  Lewis, Helen. Funny, unkind, provocative: please don't make me have an opinion on Germaine Greer //  New Statesman.   7 November 2018.
227. ↑  Squires, Nick. Oz outrage at Germaine Greer's attack on 'cultural wasteland' //  The Daily Telegraph.   28 January 2004.
228. ↑  Gibson, Owen. Greer walks out of 'bullying' Big Brother //  The Guardian.   12 January 2005.
229. ↑  Greer, Germaine (16 January 2005). "Filth!" The Sunday Times; Lyall, Sarah (20 January 2005). "Germaine Greer's Orwellian Ordeal on 'Big Brother'", The New York Times.
230. ↑  Greer draws anger over Irwin comments //  The Age.   6 September 2006.; Greer, Germaine. That sort of self-delusion is what it takes to be a real Aussie larrikin //  The Guardian.   5 September 2006..
231. ↑  Kleinhenz 2018, с. 357
232. ↑  Greer, Germaine (17 November 2008). "If Michelle Obama's such a great dresser, what was she doing in this red butcher's apron?". The Guardian. ISSN 0261-3077. Retrieved 25 April 2024
233. ↑  Germaine Greer в , Q&A, 2012
234. ↑  "An introduction to the Germaine Greer collection at the University of Melbourne Archives". University of Melbourne.
235. ↑  "The Germaine Greer Collection", University of Melbourne.
236. ↑  Gulliver, Penny (23 March 2017). "Friday essay: reading Germaine Greer’s mail", The Conversation.
237. ↑  University to house Germaine Greer archive //   University of Melbourne.